# Cleobulia multiflora
Cleobulia multiflora är en ärtväxtart som beskrevs av George Bentham. Cleobulia multiflora ingår i släktet Cleobulia, och familjen ärtväxter. Inga underarter finns listade i Catalogue of Life.